# Jarhead
Jarhead è un film di guerra del 2005 diretto da Sam Mendes. Il film è tratto dall'omonima autobiografia dell'ex-marine Anthony Swofford, inviato in missione in Kuwait durante la prima guerra del Golfo.
Il titolo in lingua inglese letteralmente significa "testa a barattolo" che, come spiegato nel film, è un appellativo usato per definire il Marine, per alludere al fatto che non pensa con la sua testa ma esegue gli ordini che gli vengono impartiti. Al soprannome contribuisce inoltre il tipico taglio di capelli militare, il "military cut" pubblicizzato sulle insegne dei barbieri nelle zone dove sono presenti basi militari. Tale taglio, rasando i capelli tutt'intorno e lasciandone circa un solo centimetro sulla parte superiore, conferisce alla testa la forma di un barattolo con in cima il tappo da svitare.

## Trama
Nel 1988 il giovane Anthony Swofford si arruola volontario nei Marines degli Stati Uniti seguendo le orme del padre, John Howard Swofford che aveva combattuto in Vietnam prestando servizio nell'Aviazione. Tuttavia, durante l'addestramento a Parris Island, ben presto si accorge di non amare la vita militare, a cui ormai è costretto, a causa delle vessazioni del sergente istruttore Fitch.
L'anno successivo, nel 1989, dopo l'addestramento, viene assegnato nella 1ª Divisione Marine di stanza a Camp Pendleton, in California, ma fatica a fare amicizia con i suoi nuovi commilitoni. Mentre finge di essere malato per evitare le sue responsabilità, il sergente maggiore Sykes prende atto del suo potenziale e incita Swofford a frequentare il corso degli Scout Sniper. Dopo le esercitazioni (presentato in maniera molto simile a quello di Full Metal Jacket) Swofford, promosso caporale, e il suo commilitone Alan Troy formano un team di tiratori scelti.
Nell'agosto 1990 l'Iraq invade il Kuwait e Swofford, con il grado di caporale, viene inviato in prima linea nel nord dell'Arabia Saudita durante la guerra del Golfo, nell'ambito dell'Operazione Desert Shield. Desiderosi di combattimento i marines si stancano presto delle continue esercitazioni nel deserto e come se non bastasse la noia costringe i soldati a parlare di fidanzate e mogli infedeli che li aspettano a casa, tant'è che viene appostata una bacheca con appese fotografie e brevi note con scritte alcune perfidie che le donne dei soldati hanno commesso.
Nel corso dell'attesa Swofford ottiene delle bevande alcoliche non autorizzate e organizza una festa improvvisata per Natale, mentre il marine Fergus O'Donnell brucia accidentalmente dei würstel scatenando una reazione a catena che farà sparare alcuni razzi. Il sergente maggiore Sykes, indignato per l'accaduto, degrada Swofford da caporale a soldato semplice e lo costringe a pulire le latrine da campo. Le punizioni, il caldo, la noia e la paura che la ragazza di Swofford sia infedele danno a quest'ultimo un feroce crollo mentale, al punto che minaccia di uccidere Fergus con il suo fucile M16.
Il 24 febbraio 1991, dopo 201 giorni di attesa, finalmente i marines vengono dispiegati al confine del Kuwait. Swofford apprende da Sykes che Troy nascondeva la sua fedina penale e verrà scaricato quando l'unità tornerà negli Stati Uniti. Sapendo che Troy non avrà mai il permesso di ri-arruolarsi, i commilitoni gli imprimono la sigla "USMC" tramite un ferro rovente, segnandolo così per sempre come uno di loro. Dopo un attacco aereo accidentale da parte delle forze alleate, i marines avanzano attraverso il deserto, sostando presso la famosa Autostrada 80, disseminata da corpi carbonizzati e da veicoli in fiamme della Guardia Repubblicana irachena del dittatore Saddam Hussein. Più tardi i marines avvistano in lontananza alcuni pozzi petroliferi incendiati dai soldati iracheni e stabiliscono un campo sosta mentre cade dal cielo una pioggia di greggio. Dopodiché Sykes ordina alla squadra di riprendere la marcia.
Un giorno a Swofford e Troy viene affidata una missione come cecchini. Il comandante del battaglione, il tenente colonnello Kazinski, ordina loro di uccidere almeno uno dei due alti ufficiali della Guardia Repubblicana che sono nascosti in un campo di aviazione nelle vicinanze. Quando stanno per eseguire la missione, vengono interrotti proprio un attimo prima che Swofford spari il colpo: il maggiore Lincoln infatti cambia i piani ed ordina un attacco aereo sull'aeroporto. Nonostante le proteste dei due cecchini, la loro missione viene annullata e non gli rimane altro che guardare delusi gli aerei che bombardano il campo.
Alla fine della guerra, Swofford non ha sparato neanche un colpo e il suo battaglione ritorna in patria, accolto da una folla che festeggia la fine della guerra. Swofford va a casa della sua fidanzata Cristina, ma scopre che lei lo ha tradito durante la sua assenza. Nel film si susseguono scene in cui si vedono gli altri commilitoni ritornati: Dave Fowler incontra una prostituta in un bar, Chris Kruger lavora in un'azienda manageriale, Ramon Escobar fa il magazziniere in un supermercato, Juan Cortez è padre di tre figli, mentre Sykes continua il suo servizio nei Marines con il grado di primo sergente.

Presenziando al funerale di Troy, morto improvvisamente, incontra i suoi vecchi amici e alla fine del film rievoca gli effetti della guerra con queste parole: 

## Riconoscimenti
- 2005 – Satellite Award
  - Candidatura per il miglior attore protagonista a Jake Gyllenhaal
  - Candidatura per il miglior attore non protagonista a Peter Sarsgaard
  - Candidatura per il miglior montaggio a Walter Murch
  - Candidatura per la miglior sceneggiatura non originale a William Broyles Jr.